# Supercoppa svizzera 2015 (pallavolo femminile)
La Supercoppa svizzera 2015 si è svolta il 6 settembre 2015: al torneo hanno partecipato due squadre di club svizzere e la vittoria finale è andata per la prima volta al Düdingen.

## Regolamento
Le squadre hanno disputato una gara unica.

## Squadre partecipanti
| Squadra  | Qualificazione                      | Ultima partecipazione    |
| -------- | ----------------------------------- | ------------------------ |
| Düdingen | Finalista Coppa di Svizzera 2014-15 | Supercoppa svizzera 2011 |
| Köniz    | Finalista Lega Nazionale A 2014-15  | Supercoppa svizzera 2011 |

## Torneo
| 6 settembre 2015 Hallenstadion, Zurigo Durata: - Spettatori: 921 | Düdingen | 3 - 2 | Köniz | 25-19, 22-25, 25-19, 19-25, 15-10 |